# Herb Kohl
Herbert H. "Herb" Kohl (7 de fevereiro de 1935 – 27 de dezembro de 2023) foi um político e executivo norte-americano, senador por Wisconsin.

## Biografia
Nascido em 7 de fevereiro de 1935, em Milwaukee no Wisconsin, formou-se em 1956 na Universidade do Wisconsin-Madison, e entre 1958 a 1964 serviu no Exército dos Estados Unidos.

### Senador dos Estados Unidos
Kohl foi eleito para o senado em 1988, reelegeu-se em 1994, 2000 e 2006. Participou das Comissões sobre: Desenvolvimento rural, Agricultura, Defesa, Ambiente, Finanças, Judiciário, e como presidente nas Comissões de Defesa do Consumidor e a Comissão especial sobre o envelhecimento.
Em 2008, acionou, sem sucesso, o Departamento de Justiça dos Estados Unidos para tentar barrar a aquisição da Swift Foods & Company pela brasileira JBS Friboi.

#### Fortuna
Kohl é o senador mais rico dos Estados Unidos, com uma fortuna estimada em 219 milhões de dólares.
Foi presidente do Milwaukee Bucks.

### Morte
Kohl morreu em 27 de dezembro de 2023, aos 88 anos, em Milwaukee.